# DiGRA Spain
DiGRA Spain (una rama o capítulo de la Digital Games Research Association) es una red de académicos que busca el desarrollo en investigación sobre videojuegos creados en España y en lengua española. DiGRA Spain es una organización cuya labor por unificar los diferentes esfuerzos de los investigadores que conforman los Game Studies es voluntario y no pretende lucrarse de ningún modo con dicho objetivo.
A su vez, DiGRA Spain impulsa de manera activa la participación de investigadores españoles que trabajen en el extranjero y cuyas residencias se encuentren fuera del territorio nacional, con el fin de reunir a todos los apoyos posibles a lo largo del globo que se comprometan a contribuir al debate nacional, en cuanto a la investigación científica de los videojuegos.

## Objetivos
1. Reunir a académicos que investiguen acerca de los videojuegos en España y que aporten nuevos conocimientos respecto a esta materia a nivel nacional.[1]
2. Crear relaciones estables con otros miembros u organizaciones de la comunidad internacional, con el propósito de establecer espacios de diálogo y cooperación (ya sea a nivel europeo, con el resto de naciones de la península ibérica o con otros países que compartan la lengua española).[1]
3. La fundación de espacios que permitan a los doctorandos y doctores noveles exponer sus descubrimientos a la comunidad científica, es decir, la constitución de un ambiente idóneo para nutrirse de los conocimientos de otros académicos españoles en los Game Studies y poder compartir los propios avances para que dichos trabajos maduren. Dichos espacios gozan de exposición tanto nacional, como internacional.[1]
4. Además de habilitar espacios de divulgación científica entre investigadores, instaurar un punto de encuentro entre individuos de diferentes disciplinas y cargos, como desarrolladores de videojuegos, periodistas, personas envueltas en la distribución/promoción de videojuegos españoles o cuya lengua primigenia sea el español, etc.[1]
5. Impulsar que los videojuegos en España sean concebidos como parte de una industria creativa y cultural, mediante el fomento de debates acerca de la percepción de la sociedad sobre esta industria y que puede aportar el videojuego a dicha sociedad.[1]

## Congresos Internacionales de Videojuegos DiGRA España (Spain)
- 1er Congreso Internacional de DiGRA España 2021: Este congreso se celebró en Mataró, Barcelona los días 14, 15, 16 y 17 de diciembre de 2021, concretamente en el Tecnocampus (centro adscrito a la Univertat Pompeu Fabra). Este evento fue la primera conferencia ofertada por este capítulo del DiGRA, por lo que su enfoque fue principalmente general, teniendo como tema de la conferencia "El mapa y el juego. Los Game Studies en España", promoviendo el debate entre la situación de dicha disciplina en ese momento, aportación de nuevas ideas y aparición de nuevas propuestas de investigación respecto a los Game Studies en España.[2]
- 2º Congreso Internacional de DiGRA España 2023: Esta conferencia tuvo lugar en Fuenlabrada, Madrid los días 25, 26, 27 y 28 de abril de 2023, más concretamente en el campus de Fuenlabrada de la Universidad Rey Juan Carlos (y contando con el apoyo de la Universidad de Alcalá). Este evento fue una prolongación del primer congreso internacional, de modo que se profundizó en la visión del videojuego como producto, sus posibilidades, surgimiento de nuevos estudios, etc. En resumen, se habló sobre la industria del videojuego en España, su historia y cultura, la visión de las empresas españolas de videojuegos a nivel nacional e internacional, etc.[3]

## Conferencia Internacional de la Rama Principal del DiGRA (Digital Games Research Association) en 2023 en Sevilla
En junio de 2023 se celebró en Sevilla, España la Conferencia Internacional Anual de la rama principal del Digra, los días 19, 20, 21, 22 y 23 de junio. El tema de la conferencia fue "Los límites y los márgenes de los videojuegos", refiriéndose con "límites" a aquellos aspectos a los que se pueden llegar con las tecnologías actuales, es decir, hasta donde puede llegar la producción de un videojuego sin que esta se vea afectada por las limitaciones técnicas de la época; y por "márgenes" aquellos elementos que se clasifican como emergentes en la producción de videojuegos, como el tratamiento de la identificación de la propia identidad, la adición de componentes sexuales, introducción de prácticas queer, etc.